# Dead Girl in the Pool
Dead Girl in the Pool è un singolo della cantante norvegese Girl in Red, pubblicato l'8 maggio 2019.

## Tracce
1. Dead Girl in the Pool – 3:06